# 응급실 (노래)

## Izi 버전
2005년 1월 20일에 발매된 KBS 2TV 수목드라마 쾌걸 춘향의 사운드트랙으로, Izi의 노래이다. Izi의 첫 번째 정규 음반 Izi Vol.1에 재수록되기도 했다.

## 산들 버전
2015년 5월 31일 발매된 산들의 노래로, 복면가왕 Special 음반에 수록되어 발매되었다. 원곡은 Izi의 노래로, 복면가왕 2회 산들의 준결승 무대에서 불렸다.